# Собор Святой Софии (Охрид)
Собор Святой Софии (макед. Црква „Св. Софија“) — православная церковь в городе Охриде, Северная Македония. Является одним из основных исторических памятников Македонии.

## История

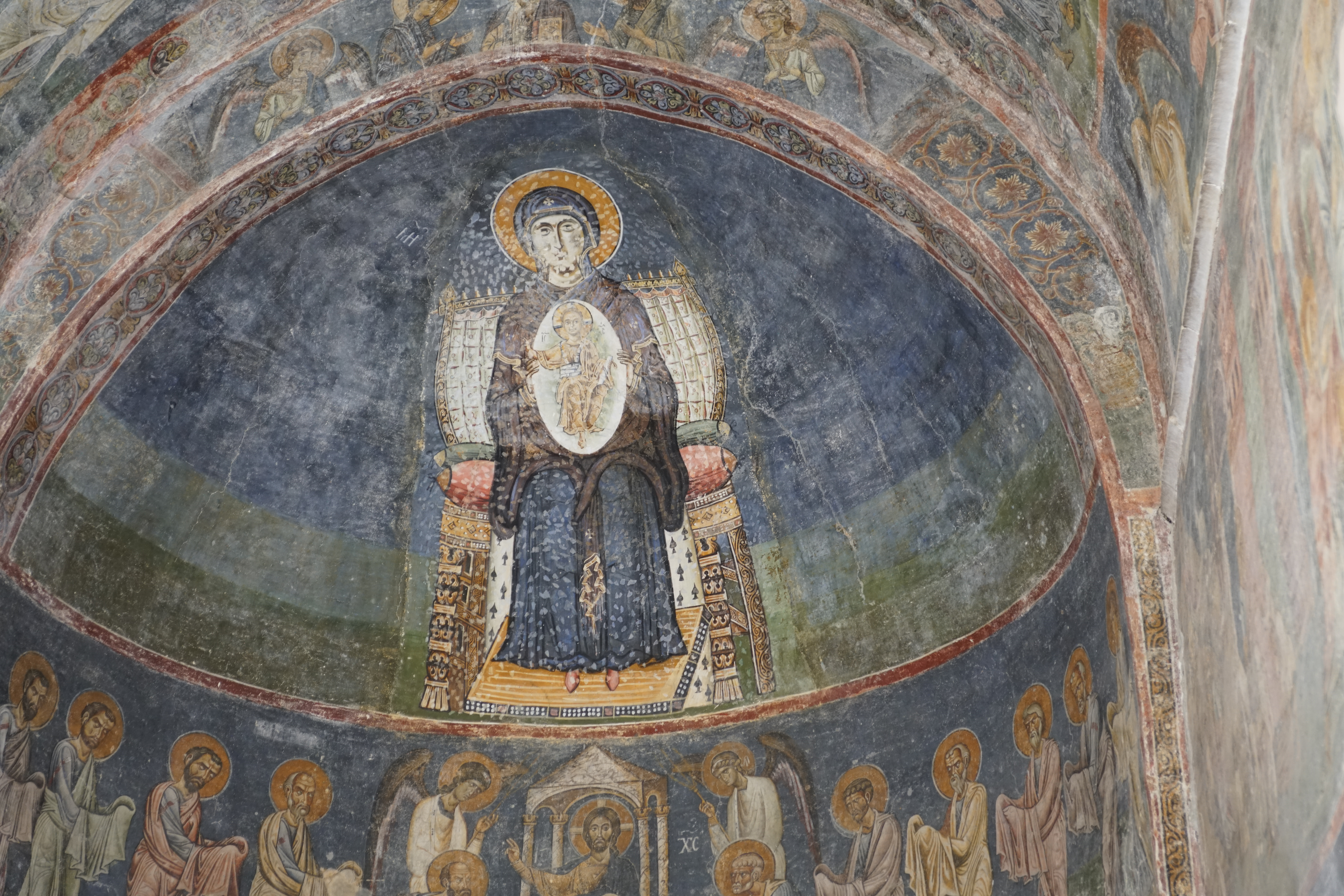
Фрески собора (около 1040)

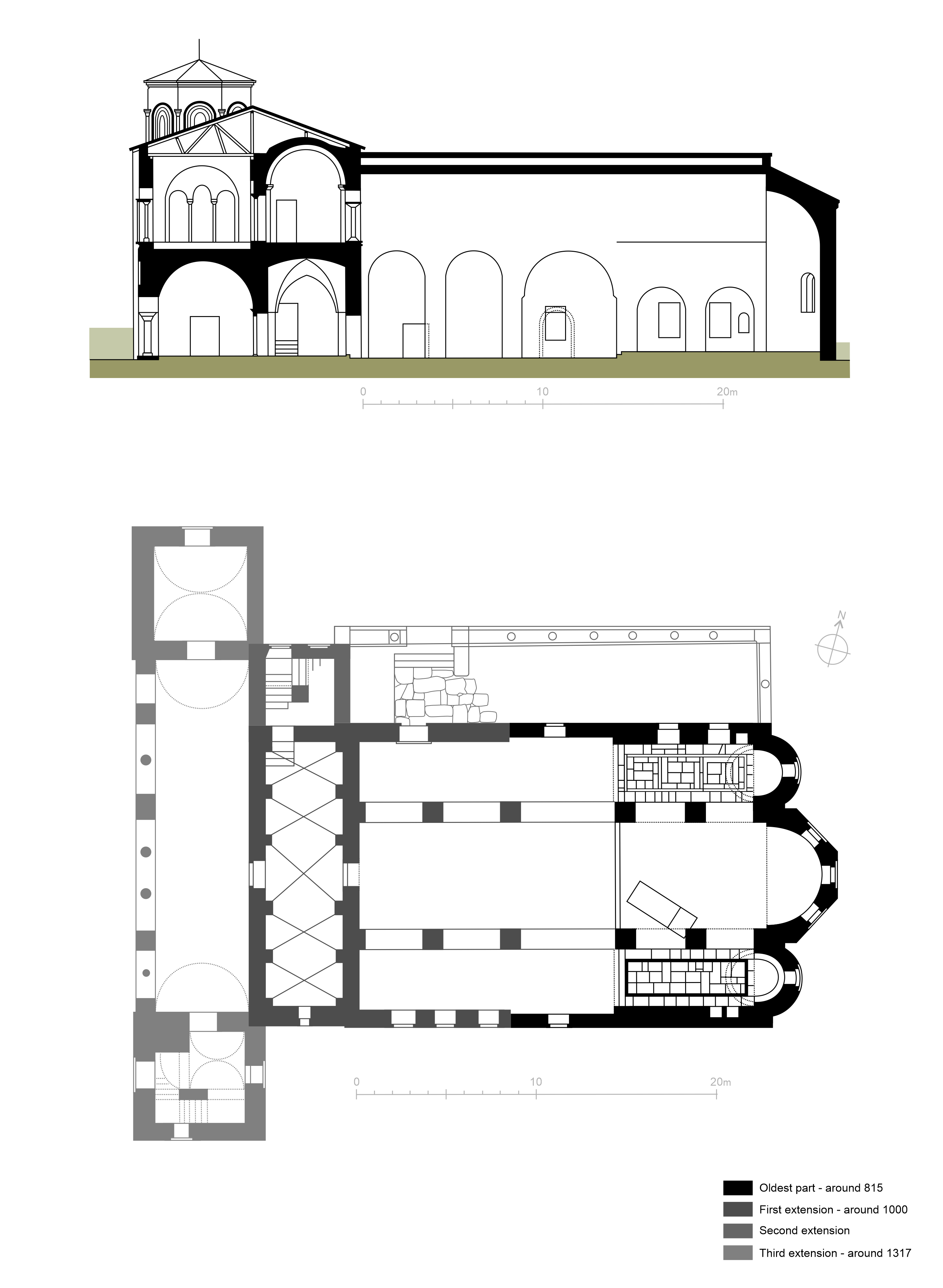
План церкви

Церковь была построена во времена Первого Болгарского царства, после официального принятия христианства. По некоторым источникам, церковь была построена во времена правления князя Бориса I (852—889).
Церковь была синодальной для Болгарской православной церкви и позднее стала кафедральным собором архиепископов Охридских. Во время оттоманской оккупации была переделана в мечеть.
В интерьере церкви — хорошо сохранившиеся фрески XI—XIII веков, представляющие собой лучшие образцы византийской живописи того времени. Основная часть церкви была построена в XI веке. Дополнительные пристройки были сделаны архиепископом Григорием II в XIV веке.